# Alois Eliáš
Alois Eliáš, född 29 september 1890 i Vinohrady, Prag, död 19 juni 1942 i Prag, var en tjeckoslovakisk general och politiker. Eliáš hade under första världskriget kämpat på ententens sida i Frankrike och där gjort sig känd för tapperhet.
På förslag av president Emil Hácha utnämnde den tyske riksprotektorn Konstantin von Neurath Eliáš den 27 april 1939 till premiärminister i riksprotektoratet Böhmen-Mähren. Under sin tid i ämbetet stödde han det tjeckiska motståndet mot Nazityskland. I slutet av september 1941 utnämnde Hitler Obergruppenführer Reinhard Heydrich till ställföreträdande riksprotektor för Böhmen-Mähren, och strängare lagar infördes. Eliáš arresterades, ställdes inför rätta och dömdes till döden, men hans avrättning sköts på framtiden.
Efter mordet på Heydrich i slutet av maj 1942 verkställdes dödsdomen mot Eliáš, och han arkebuserades på Kobylisy skjutfält.